# Mircse Acev (Krivogastani)
Mircse Acev (macedónul: Мирче Ацев) település Észak-Macedóniában, a Pelagonijai körzet Krivogastani járásában.

## Népesség
| Lakosok száma | 163  | 151  | 126  | 44   |      |      |      |      |
|               | 1948 | 1953 | 1961 | 1971 | 1981 | 1991 | 1994 | 2002 |

- 2002-ben lakatlan település.